# Holcus mollis

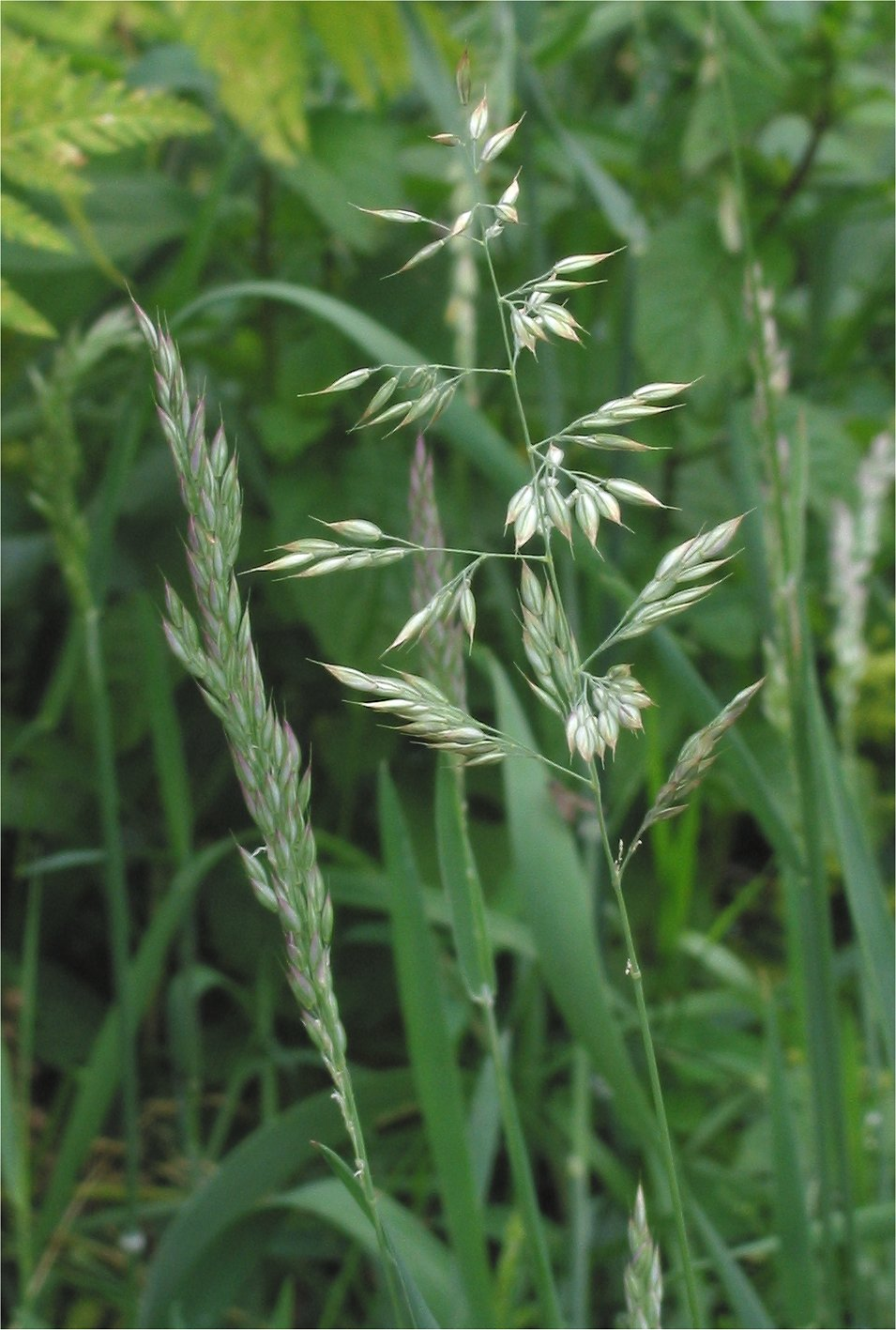
Inflorescencias joven (izqui.) y madura.

Holcus mollis es una especie de planta de la familia de las poáceas, nativa de Europa y oeste de Asia. 

## Descripción
H. mollis es una hierba perenne con rizoma que se encuentra en bosques, setos y cultivo alcanzando los 50 cm de altura.  Tiene rizomas que se producen alrededor de 5 cm de profundidad en el suelo o, a veces más profundos.El crecimiento del rizoma se produce en el período de mayo a noviembre, pero es más rápido desde mediados de junio hasta mediados de julio. Los rizomas tienen muchas yemas latentes que no se desarrollan a menos que los rizomas se alteren y, a continuación, en lugar fresco pueden surgir brotes de fragmentos rotos.  Florece de junio a julio.
La principal distinción característica de H. lanatus  son la presencia de rizomas, y la barba o nodos "rodillas peludas" en el tallo.

## Hábitat
Se ve favorecida por las condiciones en los claros del bosque y en las primeras etapas de crecimiento.  El crecimiento y la floración se restringe cuando se desarrolla el árbol de dosel.  A menudo es un vestigio de la antigua vegetación de los bosques, sobreviviendo en abiertos pastizales y brezales de hierbas después de la liquidación de los bosques a pesar de ser un amante de la sombra. Se encuentra principalmente en lugares húmedos, libremente drenados, suelos ácidos, normalmente de textura ligera con media y alta  materia orgánica,  está ausente de las zonas calcáreas o  de suelo rico, y con frecuencia crece con los helechos.

## Mala hierba
En un estudio de las malas hierbas en los cereales convencionales, en el centro sur de Inglaterra en 1982, se encontró en el 1% de la cebada de invierno, pero no en el trigo de invierno o la cebada de primavera.
Cada pequeño trozo de rizoma es capaz de desarrollar en una nueva planta. 
Las orugas de algunas especies de Lepidoptera utilizan esta planta como alimento, como por ejemplo Thymelicus lineola.

## Taxonomía
Holcus mollis fue descrita por Carlos Linneo y publicado en Systema Naturae, Editio Decima 2: 1305. 1759.
Sinonimia
- Notholcus mollis (L.) Hitchc.[3]
- Aira holcus-mollis Vill.
- Aira mollis (L.) Schreb.
- Avena mollis (L.) Koeler
- Avena sylvatica Salisb.
- Ginannia mollis (L.) H. St. John
- Holcus densus Peterm.
- Holcus longiaristatus St.-Lag.
- Holcus reuteri Boiss.
- Holcus triflorus (Trab.) Trab.[4][5]